# Кафе Филью, Жуан
Жуа́н Ферна́ндеш Ка́мпуш Кафе́ Фи́лью (порт. João Fernandes Campos Café Filho; 3 февраля 1899, Натал, Риу-Гранди-ду-Норти, Бразилия — 20 февраля 1970, Рио-де-Жанейро, Бразилия) — бразильский государственный деятель, адвокат, вице-президент (1951—1954), затем президент Бразилии (1954—1955).
Кафе Филью — первый президент Бразилии, родившийся после провозглашения республики.

## На посту президента
Кафе Филью пришёл к власти 24 августа 1954 года, когда президент Бразилии Жетулиу Варгас покончил с собой. В этот же день он принёс присягу и приступил к исполнению обязанностей главы государства.
Полномочия Кафе Филью заканчивались 31 января 1956 года, однако 8 ноября 1955 года, за несколько дней до назначенных президентских выборов, Кафе Филью ушёл в отставку по состоянию здоровья. Должность президента занял Председатель Палаты депутатов Карлуш Луш. Позже Кафе Филью пытался вернуть себе власть, но этому воспрепятствовали Парламент и военная верхушка, опасаясь, что он может помешать передачу власти законно избранному президенту Жуселину Кубичеку.
Похоронен на кладбище Святого Иоанна Крестителя в Рио-де-Жанейро.